# イデアの花
『イデアの花』（いであのはな）は、絵夢羅による日本の漫画作品。

## 概要
中国を舞台にし、主人公はルビィに相当するキャトルだった『道端の天使』（全4巻・絶版）のリメイク作品。『道端の天使』のキャラが酒の名前だったが、リメイク版の本作では鉱物・色で命名されている。物語の方向性と結末は受け継がれているため、人間関係もそのままで世界観を中国からインドに変更しただけである。但し、ルビィの生家アルカディア家の建築物や当主等の衣装は古代中国調である。
「別冊花とゆめ」（白泉社）で2012年（平成24年）から2015年（平成27年）6月号まで連載された。全24話。単行本は「花とゆめコミックス」より刊行され、全6巻。

## あらすじ
オーロラ一座の少年アズライトは、他の人間には視えないモノが見える上、そのことを口にして人々に嘘つきだの気味の悪い子だのと陰口を叩かれる日々だった。或る日、ルビィという少女と仏頂面の従者サンドが一座に入団した。ルビィが自身と同じように「視える」人間だと知り、一定期間だけ所属するも去ることを前提にしているルビィをなんとか引き留めようと彼女の捜す2人の神を自身の手で見つけようとするが失敗を重ねる。ルビィに対する想いが募るが、彼女を狙う従兄妹らの襲撃により首都は大混乱に陥る。やはり一緒にはいられないとルビィは一座を去り遠ざかろうと逃げて逃げて逃げまくるが、絶対に離れまいと「千里眼」を駆使して路銀を稼ぎつつ追い続けるアズから逃げるだけ無駄と4年後に悟って逃げるのをやめる代わりにルビィは毒舌攻撃に転じた。挫けずにルビィの心を開こうと努力を重ねるアズ、表面上は辛辣に接するもアズに期待するルビィの従者サンド。そんな3人の前に幼いアズに瓜二つの"生き神"パミスが現れ、彼のまき散らした羽根に触れたり彼と眼を合わせたりすると衝撃が走り記憶にない光景が脳裏を駆け巡りアズは困惑する。

## 登場人物

### 主要人物
アズライト
本作の主人公。愛称は「アズ」。実の両親・不死鳥とマイカに付けられた本名は不明。初登場時は拾われた子供なので推定年齢11歳。幼い頃、オーロラ一座のブラウンに拾われた孤児。過去すら視える千里眼で他者には視えない神や妖魔が見える上、炎を操る能力がある。呪いにより加齢が止まったルビィすら倒れる瘴気の中でも平然と行動し、風火輪を操って暗黒神たる九頭竜を倒して人間の領域を超越する存在であることが判明する。実は、ルビィとサンド（ハーライト）が神器の封印のために捜し求める太陽神の1人、不死鳥と人間の巫女マイカとの間に生を受けた半神半人。母に殺意を抱く人々により母諸共に焼き殺されてしまうが、父親より不死鳥の特質を受け継いでいたため、死んだ時の幼児の姿で灰の中から蘇った。実父（不死鳥）のように業火を操り涙は傷病を癒し、実母から譲り受けた能力・千里眼で遠く離れた場所や魔物を視る。神の血を引いているため、ルビィや家族と思うブラウンらが年老いて死んでも若い姿のまま生き続けることになる。
ルビィ・L・アルカディア
アルカディア家の第21代当主。神器を狙う一族に命を狙われたため、神器の番人サンドと共に国外へ逃亡した女性。自身では知らないが、一卵性双生児として生れ落ちており、次子たる妹は死産だった。紆余曲折の末に神器は消滅し呪いから解放されるが、呪いの影響により寿命は著しく削られ一番短命に生涯を終える。
サンド（砂土）
神器の番人として初代当主シルバに作られた従者と名乗るが、実はシルバの一卵性双生児の兄ハーライト。父の妹である叔母の子、従妹セレナイトを愛していた。しかし、弟シルバは彼女を暗黒神を操るための道具と看做して殺害し、その心臓を贄にしてしまい、自身もまた殺害された。最後の力で魂を神器に移してシルバとその一族に呪いをかけ、セレナイトの予言通りにボロボロに朽ち果てたシルバを殺害した。その一方で、神器を正しく使う当主の出現を望んでおり、第19代当主タルクに続く2番目の存在ルビィを守り彼女を最後の主として因縁を断ち切る決心を固めていた。確かな未来はわからないが、転生しての再会を約束して逝った。

### オーロラ一座
ブラウン
アズを拾い育てた男性。アズの養父であり、カーネリアンの祖父。
カーネリアン
ブラウンの惚れっぽい娘タンジェリンの子供。ブラウンの孫娘で、アズの姉代わり。
ナイル
カーネリアンとは兄妹のように育ち、アズの兄代わり。カーネリアンを女性として恋しており、逃げていたカーネリアンも向き合うようになる。
ミント
おっぱい星人と呼ばれる少年。性別を知りながら貢ぎ物をする客は大勢おり、張り合う形になっているのはルビィである。
タンジェリン
カーネリアンの不肖の母にして、ブラウンの不肖の娘。父や娘に対する情愛は確かにあるのだが、美形の男性とすぐ恋愛沙汰を起こして駆け落ちもしている。自身の狭い範囲しか視界に入れないため、ルビィの従兄妹らによる最初の襲撃の際には彼女を見捨ててカーネリアンらに逃げようと言って肝心の娘に呆れられた。
コバルト
カーネリアンに言い寄る一座のメンバー。遊び人ゆえに、ナイルに警戒される。
プラム、リリィ
コバルトの双児の妹。

### 太陽神
黄龍（こうりゅう）
ルビィが捜し求める2人の神の1人。ルビィが使役する四神の要。19代目当主タルクにより不死鳥と共に神器の外に逃がされ、それ以降は占い師として暮らしていた。
青龍（せいりゅう）、朱雀（すざく）、玄武（げんぶ）、白虎（びゃっこ）
四神と呼ばれる存在。
不死鳥
アズの実父。妻を殺され失われた幼い我が子を思い、人界をさ迷っていた。神器を封印すべくルビィが捜していた太陽神の1人。或る町でパミスと呼ばれ、大勢の召使いに傅かれて"生き神"として暮らしていた。過去の記憶を失い、不死鳥たる自覚はあるものの成長する前に炎で自らを焼いては転生して生き神として世界を守り続けていた。巫女マイカを愛して結ばれ息子アズライトを儲けるが、マイカの力を恐れた人々により妻と息子を焼き殺されてしまう。耐え難い苦痛に苛まれ、息子の姿を依り代に転生を繰り返したのだった。愛息と再会して記憶が甦り、転生前の我が子の名ではなくブラウンに付けられた名「アズライト」と呼ぶ。アズとルビィのその後を説明し、我が子の幸福を願いつつ黄龍と共に「神界」に帰還した。但し、アズと自身の間でだけで明かされたため、ルビィやブラウンらは何も知らないままになった。

### ルビィの一族
シルバ
アルカディア家初代当主。従妹セレナイトを惨殺して心臓を暗黒神を操るために捧げて一卵性双生児の兄サンド（ハーライト）をも殺したため、サンドにより自身と子々孫々に呪いをかけられた。ルビィに至る呪いの系譜の元凶。栄耀栄華をほしいままにしたが、のた打ち回って死ぬという当然の報いの死を遂げた。
セレナイト
サンド（ハーライト）とシルバの叔母の娘。サンドと愛し合い、いつか砂の国を一緒に旅しようと約束するが、王になろうと野心を抱くシルバに殺された。
タルク
19代目当主。歴代の当主の中で初めて神器を正しく使い、黄龍と不死鳥を神器の外へ逃がした。
オブシディアン
20代目当主。歴代当主の中で一番長く統治したが、内乱で暗殺された。ルビィや彼女の従兄妹らには"祖父（じい）さま"と呼ばれた。ルビィが双児だったことを知る数少ない存在。
ガレナ、タンジェリーナ
オブシディアンの長男とその妻。ルビィの両親。ルビィが国外に脱出した20年前、死亡したとアルマンディンは語った。死因は不明。
アルマンディン
初登場時は33歳。ガレナの弟トパーズとその妻を両親として生を受けた長男。初めて襲撃してから4年後、パールの死に暴走するが、紆余曲折の末に正気を取り戻した。常に他者を駒として行使して事を為そうとし、ジェイドに一族を牽引する資格は無いと断じられた。
パール
トパーズの長女で、アルマ（アルマンディン）の妹。病死した。
アゲート
初登場時は15歳。カルセドニーの二卵性双生児の姉。4年前にカーネリアンらオーロラ一座や町の人間を死傷した襲撃事件の際は露出の少ない完全武装的衣装だったのとショートヘアだったため、アズは男性だと思っていたが、実は俺少女だった。アルマンディンが間違っていることに気づき、ジェイドと共に離れて行動する。
カルセドニー
初登場時は15歳。ルビィが亡命後に生を受けた次男、アゲートの弟。周囲が何でもやってくれて不自由しないし、当主になるのだと言われて育ちアゲートの言葉を理解できなかったが、神器を手に入れて不老不死の謎を解明しようとアゲートを傷つけたアルマンディンに激怒し、漸く彼を拒絶して自身の考えで歩き始める。
ジェイド
初登場時は30歳。オブシディアンの長女で、ガレナの妹ガーネットとその婿の長男。結婚して長女マリエルを儲けているが、初恋はルビィだった。元々アルマンディンのやり方には水面下で反対しており、4年後に方向性がずれて完全におかしくなっているため、アゲートと共に一族から離れ、神器反対派として行動していた。

### その他
マイカ
アズの実母。占いで生計を立てていた巫女であり、非常に優れた能力を有していた。あまりに当たりすぎたので人々に疎まれるようになり、権力者の秘密を暴いてしまったことで住居に放火され焼き殺されてしまった。他者には視えないモノについて口にして疎まれたことがあるアズのように、占いの結果や視えるモノをストレートに口にしたことで自らの滅びを招いてしまった。

## 用語
生き神
神として祀られる存在。生き神と呼ばれる少年少女は複数存在しており、定められた階級に属する一族の僧侶の子供でなければならないという決まりがある。その中でも身体的に30もの条件をクリアし動物の頭部が並ぶ暗い部屋にいても耐えられる強靭な精神が求められ、予言や占星術に長けて国王との相性が良く、未公開ながら特殊な力を持つ子供が選ばれる。本作では幼児の姿を取った不死鳥しか確認されてはいないが、生きた女神として崇拝される「クマリ」のような存在。

## 書籍情報
- 絵夢羅 『イデアの花』 白泉社（花とゆめコミックス） 全6巻
  1. 2012年12月25日発売、ISBN 978-4-592-19661-7
  2. 2013年6月25日発売、ISBN 978-4-592-19662-4
  3. 2013年11月25日発売、ISBN 978-4-592-19663-1
  4. 2014年6月25日発売、ISBN 978-4-592-19664-8
  5. 2015年2月25日発売、ISBN 978-4-592-19665-5
  6. 2015年8月20日発売、ISBN 978-4-592-19666-2